# ديكي قاي
ديكي قاي (بالإنجليزية: Dickie Guy)‏ هو لاعب كرة قدم بريطاني، ولد في 6 يناير 1948 في غرينتش في المملكة المتحدة. لعب مع نادي ويمبلدون.